# Nati nel 1701
| Questa pagina contiene informazioni ricavate automaticamente dalle voci biografiche con l'ausilio del template Bio e di un bot. L'aggiornamento è periodico e automatico e ricostruisce completamente la pagina. Se manca una persona in questa lista, sei pregato di non aggiungerla, ma accertati piuttosto che la sua voce biografica contenga il template Bio e che i dati anagrafici siano correttamente compilati. Se il template Bio manca, inseriscilo tu stesso o, in alternativa, metti l'avviso {{tmp\|Bio}} che ne segnala la mancanza. Se i dati riportati sono sbagliati, correggi direttamente la voce biografica; le modifiche saranno visibili in questa lista entro pochi giorni. Per chiarimenti vedi il progetto biografie. La lista contiene solo le 90 persone che sono citate nell'enciclopedia e per le quali è stato implementato correttamente il template Bio. Pagina aggiornata al 9 nov 2024. |

## Gennaio(6)
- 7 gennaio - Johann Nicolaus Frobes, filosofo e matematico tedesco († 1756)
- 10 gennaio - Enrichetto Virginio Natta, cardinale e vescovo cattolico italiano († 1768)
- 25 gennaio - Nicola Leopoldo di Salm-Salm, nobile belga († 1770)
- 27 gennaio - Johann Nikolaus von Hontheim, vescovo cattolico, storico e teologo tedesco († 1790)
- 28 gennaio - Charles Marie de La Condamine, matematico e geografo francese († 1774)
- 29 gennaio - Adeodato Maria da Venezia, monaco cristiano e letterato italiano († 1768)

## Febbraio(9)
- 5 febbraio - Giovanni Battista Lorenzo Bogino, politico italiano († 1784)
- 5 febbraio - Francesco Granata, vescovo cattolico italiano († 1771)
- 8 febbraio - Giovanni Battista Martinelli, architetto austriaco († 1754)
- 11 febbraio - Carlo Lodi, pittore italiano († 1765)
- 13 febbraio - Vittoria Tesi, contralto italiano († 1775)
- 14 febbraio - Enrique Flórez, presbitero, storico e numismatico spagnolo († 1773)
- 19 febbraio - Michel Audran, incisore francese († 1771)
- 23 febbraio - Giuseppe Mattia Borgnis, pittore italiano († 1761)
- 25 febbraio - Panfilo Antonio Mazzara, vescovo cattolico italiano († 1766)

## Marzo(2)
- 17 marzo - Johann Jakob Breitinger, letterato svizzero († 1776)
- 18 marzo - Nicolaus Sahlgren, mercante e filantropo svedese († 1776)

## Aprile(8)
- 1º aprile - Federico di Schleswig-Holstein-Sonderburg-Glücksburg, militare danese († 1766)
- 3 aprile - Nicola Antonio De Martino, matematico italiano († 1769)
- 6 aprile - Gian Giacomo Veneroso, doge († 1758)
- 9 aprile - Giovanni Battista Nolli, ingegnere e architetto italiano († 1756)
- 19 aprile - Samuel Henzi, scrittore e rivoluzionario svizzero († 1749)
- 26 aprile - Johann Friedrich Christ, archeologo e storico dell'arte tedesco († 1756)
- 27 aprile - Carlo Emanuele III di Savoia, sovrano († 1773)
- 30 aprile - Arcangelo Leanti, storico e letterato italiano († 1767)

## Maggio(6)
- 14 maggio - William Emerson, matematico inglese († 1782)
- 18 maggio - Charles Lennox, II duca di Richmond, nobile, politico e crickettista inglese († 1750)
- 19 maggio - Alvise IV Mocenigo, doge († 1778)
- 19 maggio - Francesco Maria Preti, architetto italiano († 1774)
- 24 maggio - Johann Philipp von Walderdorff, arcivescovo cattolico tedesco († 1768)
- 28 maggio - Giuseppe Antonio Pujati, medico italiano († 1760)

## Giugno(6)
- 3 giugno - Francesco Rapolla, giurista e politico italiano († 1762)
- 11 giugno - David Carnegie, V conte di Northesk, nobile scozzese († 1741)
- 17 giugno - Paula de Odivelas, religiosa portoghese († 1768)
- 19 giugno - François Rebel, compositore e violinista francese († 1775)
- 22 giugno - Emetullah Sultan, principessa ottomana († 1727)
- 27 giugno - Silvia Balletti, attrice teatrale francese († 1758)

## Luglio(4)
- 7 luglio - Michele Moncada, religioso italiano († 1765)
- 9 luglio - Jean-Frédéric Phélypeaux de Maurepas, politico francese († 1781)
- 16 luglio - Frédéric-Jérôme de La Rochefoucauld, cardinale, arcivescovo cattolico e abate francese († 1757)
- 28 luglio - Giacomo Sellitto, compositore italiano († 1763)

## Agosto(5)
- 2 agosto - Johann Conrad Werle, organaro austriaco († 1777)
- 17 agosto - Pietro Piffetti, ebanista italiano († 1777)
- 20 agosto - Domenico Luigi Valeri, architetto e pittore italiano († 1770)
- 22 agosto - Camillo Zampieri, scrittore, poeta e diplomatico italiano († 1784)
- 29 agosto - Felix Anton Scheffler, pittore tedesco († 1760)

## Settembre(3)
- 15 settembre - Blaise Joseph Ollivier, ingegnere francese († 1746)
- 22 settembre - Anna Magdalena Bach, musicista tedesca († 1760)
- 30 settembre - Enrico Enriquez, cardinale e arcivescovo cattolico italiano († 1756)

## Ottobre(9)
- 4 ottobre - Francesco Felice Alberti di Enno, vescovo cattolico italiano († 1762)
- 13 ottobre - Cristiano Filippo di Waldeck e Pyrmont, nobile tedesco († 1728)
- 15 ottobre - Marie-Marguerite d'Youville, religiosa canadese († 1771)
- 15 ottobre - Luigi Carlo di Borbone, nobile e militare francese († 1775)
- 22 ottobre - Maria Amalia d'Asburgo († 1756)
- 23 ottobre - Giovanni Angelo Anzani, vescovo cattolico italiano († 1770)
- 24 ottobre - Robert Spencer, IV conte di Sunderland, nobile britannico († 1729)
- 25 ottobre - Mario Guarnacci, letterato, archeologo e numismatico italiano († 1785)
- 30 ottobre - Jean-Baptiste Sauvé de La Noue, attore teatrale e commediografo francese († 1761)

## Novembre(3)
- 10 novembre - Johann Joseph Couven, architetto tedesco († 1763)
- 15 novembre - Pietro Longhi, pittore italiano († 1785)
- 27 novembre - Anders Celsius, fisico e astronomo svedese († 1744)

## Dicembre(8)
- 1º dicembre - Fortunato da Brescia, matematico e anatomista italiano († 1754)
- 10 dicembre - Giovanni Degli Agostini, scrittore, bibliotecario e francescano italiano († 1755)
- 13 dicembre - Jean-Baptiste de Machault d'Arnouville, politico francese († 1794)
- 16 dicembre - Olof Arenius, pittore svedese († 1766)
- 18 dicembre - Ignazio da Laconi, religioso e santo italiano († 1781)
- 21 dicembre - Guillaume Thomas Taraval, pittore francese († 1750)
- 29 dicembre - Giuseppe Pistoi, fantino italiano († 1793)
- 30 dicembre - Giovanni Andrea Barotti, scrittore italiano († 1772)

## Senza giorno specificato(21)
- Henrietta Godolphin, nobildonna inglese († 1776)
- Leopold Wißgrill, architetto austriaco († 1770)
- Francesco Battaglia, architetto italiano († 1788)
- Thomas Blackwell, filologo scozzese († 1757)
- Fabio Canal, pittore italiano († 1767)
- Jacques-François Carrault, imprenditore francese († 1778)
- Nicolai Eigtved, architetto danese († 1754)
- Jean-Charles Frontier, pittore francese († 1763)
- Pietro Gandini, attore teatrale italiano († 1760)
- Servatius Hochecker, scultore tedesco († 1734)
- Thomas Hudson, pittore inglese († 1779)
- Dmitrij Jakovlevič Laptev, navigatore e esploratore russo († 1771)
- Anselmo Lurago, architetto italiano († 1765)
- Johann Jakob Moser, giurista tedesco († 1785)
- Antonio Niccolini, abate, giurista e letterato italiano († 1769)
- Giuseppe Suzzi, matematico e religioso italiano († 1764)
- Gilberto Todini, pittore italiano
- Raphael Tuki, vescovo cattolico egiziano († 1787)
- Robert Walpole, II conte di Orford, politico inglese († 1751)
- Wu Jingzi, scrittore cinese († 1754)
- Giuseppe Aurelio di Gennaro, avvocato, giurista e poeta italiano († 1761)